# Pilar Martínez
María del Pilar Martínez López (n. 1961) es una política española. Ejerció de alcaldesa de Villaviciosa de Odón entre 1991 y 1999. Fue responsable de Urbanismo, Vivienda e Infraestructuras del Ayuntamiento de Madrid durante corporaciones municipales presididas por Alberto Ruiz-Gallardón además de diputada en la v legislatura de la Asamblea de Madrid. Renunció a su militancia en el Partido Popular (PP) en 2020.

## Biografía
Nacida el 23 de agosto de 1961 en Villaviciosa de Odón, se licenció en derecho en la Universidad San Pablo CEU.
Concejal del Ayuntamiento de Villaviciosa de Odón desde 1983, en 1991 se convirtió en la alcaldesa del municipio. Durante su mandato se enfrentó a Francisco Hernando "el Pocero", llegando a interponer a este una denuncia por amenazas y presiones presentada ante la Guardia Civil. Cesó en el cargo en 1999.
Candidata número 8 dentro de la lista del Partido Popular (PP) para las elecciones a la Asamblea de Madrid de 1999, resultó elegida diputada de la v legislatura del parlamento autonómico. Fue igualmente nombrada en julio de 2003 consejera de Servicios Sociales del nuevo ejecutivo regional presidido por Alberto Ruiz-Gallardón. También de la mano de este se convirtió en concejala del Ayuntamiento de Madrid, al ser elegida dentro de la lista encabezada por Ruiz-Gallardón para las elecciones municipales de 2003 en Madrid. Pilar Martínez, reelegida concejala en la capital en las municipales de 2007 y 2011, ejerció de delegada del área de Gobierno de Economía y Participación Ciudadana (2003-2004) y de Urbanismo, Vivienda e Infraestructuras (2004-2011) en las corporaciones presididas por Ruiz-Gallardón. En diciembre de 2011  fue nombrada directora general de Arquitectura, Vivienda y Suelo, dependiente del Ministerio de Fomento.
En 2017, tras la celebración de una Asamblea local del PP de Villaviciosa de Odón en junio, se convirtió en la nueva presidenta del PP en su localidad natal.
En 2020 anunció su baja del PP y la renuncia a su acta de concejala en un vídeo publicado en Facebook, explicando que no se veía capaz de seguir luchando contra la corrupción al no contar con el apoyo de su partido en dicha empresa; según Martínez el PP «es un partido penetrado por una red de intereses ajenos a la política, que mediante modos autoritarios da rienda suelta a que proliferen casos (de corrupción) como los que estamos viviendo y que avergüenzan a votantes y militantes». Según Martínez, fue apartada de la dirección del partido en Villaviciosa tras las elecciones municipales de 2019 cuando el partido Vox lo pidió, por haberse opuesto Martínez durante su período en el Ayuntamiento de Madrid a «las prácticas urbanísticas ilegales» de los entonces empresarios inmobiliarios Iván Espinosa de los Monteros y Rocío Monasterio.